# Иерокл (географ)
Иеро́кл (греч. Ἱεροκλῆς) — византийский географ эпохи правления императора Юстиниана I (VI век). Автор трактата «Синекдем» (греч. Συνέκδημος — «спутник»), составленного около 535 года и содержащего статистическое описание 64 провинций Византийской империи и входящих в них 912 городов.
«Синекдем» послужил основой многих более поздних географических работ — в частности, был главным источником по географическим вопросам для сочинения Константина Багрянородного «О фемах» (лат. De Thematibus), составленного в X веке.